# Łotwa na zimowych igrzyskach olimpijskich
Łotwa na zimowych igrzyskach olimpijskich – występy reprezentacji Łotwy na zimowych igrzyskach olimpijskich.
Łotwa startuje w zimowych edycjach igrzysk od 1924 roku. W latach 1948–1988 reprezentanci tego kraju startowali w barwach Związku Socjalistycznych Republik Radzieckich.
W latach 1924–2018 reprezentanci Łotwy zdobyli osiem medali zimowych igrzysk olimpijskich – po cztery srebrne i brązowe. Najbardziej utytułowanymi łotewskimi zawodnikami są skeletonista Martins Dukurs z dwoma srebrnymi medalami oraz saneczkarze Andris i Juris Šics, którzy wywalczyli jeden srebrny i dwa brązowe medale.
Najliczniejsza reprezentacja Łotwy wystąpiła na igrzyskach w Turynie w 2006 roku, kiedy to zaprezentowało się 57 zawodników i zawodniczek z tego kraju. Z kolei na igrzyskach w Soczi w 2014 roku Łotwa uzyskała najlepszy wynik medalowy, zdobywając dwa srebrne i dwa brązowe medale.

## Występy na poszczególnych igrzyskach
| Igrzyska                    | Rozmiar reprezentacji | Rozmiar reprezentacji | Rozmiar reprezentacji | Rozmiar reprezentacji | Zdobyte medale | Zdobyte medale | Zdobyte medale | Zdobyte medale | Źr.    |
| Igrzyska                    | Mężczyźni             | Kobiety               | Razem                 | Dyscypliny            | Złote          | Srebrne        | Brązowe        | Razem          | Źr.    |
| --------------------------- | --------------------- | --------------------- | --------------------- | --------------------- | -------------- | -------------- | -------------- | -------------- | ------ |
| Chamonix 1924               | 2                     | –                     | 2                     | 2                     | –              | –              | –              | –              | [ 1 ]  |
| Sankt Moritz 1928           | 1                     | –                     | 1                     | 1                     | –              | –              | –              | –              | [ 2 ]  |
| Garmisch-Partenkirchen 1936 | 23                    | 3                     | 26                    | 6                     | –              | –              | –              | –              | [ 3 ]  |
| Albertville 1992            | 19                    | 4                     | 23                    | 6                     | –              | –              | –              | –              | [ 4 ]  |
| Lillehammer 1994            | 20                    | 7                     | 27                    | 6                     | –              | –              | –              | –              | [ 5 ]  |
| Nagano 1998                 | 21                    | 8                     | 29                    | 6                     | –              | –              | –              | –              | [ 6 ]  |
| Salt Lake City 2002         | 42                    | 5                     | 47                    | 8                     | –              | –              | –              | –              | [ 7 ]  |
| Turyn 2006                  | 49                    | 8                     | 57                    | 8                     | –              | –              | 1              | 1              | [ 8 ]  |
| Vancouver 2010              | 44                    | 9                     | 53                    | 9                     | –              | 2              | –              | 2              | [ 9 ]  |
| Soczi 2014                  | 49                    | 7                     | 56                    | 9                     | –              | 2              | 2              | 4              | [ 10 ] |
| Pjongczang 2018             | 25                    | 9                     | 34                    | 9                     | –              | –              | 1              | 1              | [ 11 ] |

## Zdobyte medale
| Medal  | Zawodnik                                                         | Igrzyska        | Dyscyplina    | Konkurencja      | Data           |
| ------ | ---------------------------------------------------------------- | --------------- | ------------- | ---------------- | -------------- |
| Srebro | Andris Šics Juris Šics                                           | Vancouver 2010  | Saneczkarstwo | Dwójki mężczyzn  | 17 lutego 2010 |
| Srebro | Martins Dukurs                                                   | Vancouver 2010  | Skeleton      | Ślizg mężczyzn   | 19 lutego 2010 |
| Srebro | Martins Dukurs                                                   | Soczi 2014      | Skeleton      | Ślizg mężczyzn   | 15 lutego 2014 |
| Srebro | Oskars Melbārdis Arvis Vilkaste Daumants Dreiškens Jānis Strenga | Soczi 2014      | Bobsleje      | Czwórki mężczyzn | 23 lutego 2014 |
| Brąz   | Mārtiņš Rubenis                                                  | Turyn 2006      | Saneczkarstwo | Jedynki mężczyzn | 12 lutego 2006 |
| Brąz   | Andris Šics Juris Šics                                           | Soczi 2014      | Saneczkarstwo | Dwójki mężczyzn  | 12 lutego 2014 |
| Brąz   | Elīza Tīruma Mārtiņš Rubenis Andris Šics Juris Šics              | Soczi 2014      | Saneczkarstwo | Sztafeta         | 13 lutego 2014 |
| Brąz   | Oskars Melbārdis Jānis Strenga                                   | Pjongczang 2018 | Bobsleje      | Dwójki mężczyzn  | 19 lutego 2018 |

### Klasyfikacja według dyscyplin
| Nazwa                 | Złoto | Srebro | Brąz | Razem |
| --------------------- | ----- | ------ | ---- | ----- |
| Biathlon              | –     | –      | –    | 0     |
| Biegi narciarskie     | –     | –      | –    | 0     |
| Bobsleje              | –     | 1      | 1    | 2     |
| Curling               | –     | –      | –    | 0     |
| Hokej na lodzie       | –     | –      | –    | 0     |
| Kombinacja norweska   | –     | –      | –    | 0     |
| Łyżwiarstwo figurowe  | –     | –      | –    | 0     |
| Łyżwiarstwo szybkie   | –     | –      | –    | 0     |
| Narciarstwo alpejskie | –     | –      | –    | 0     |
| Narciarstwo dowolne   | –     | –      | –    | 0     |
| Saneczkarstwo         | –     | 1      | 3    | 4     |
| Short track           | –     | –      | –    | 0     |
| Skeleton              | –     | 2      | –    | 2     |
| Skoki narciarskie     | –     | –      | –    | 0     |
| Snowboarding          | –     | –      | –    | 0     |